# Pbx1

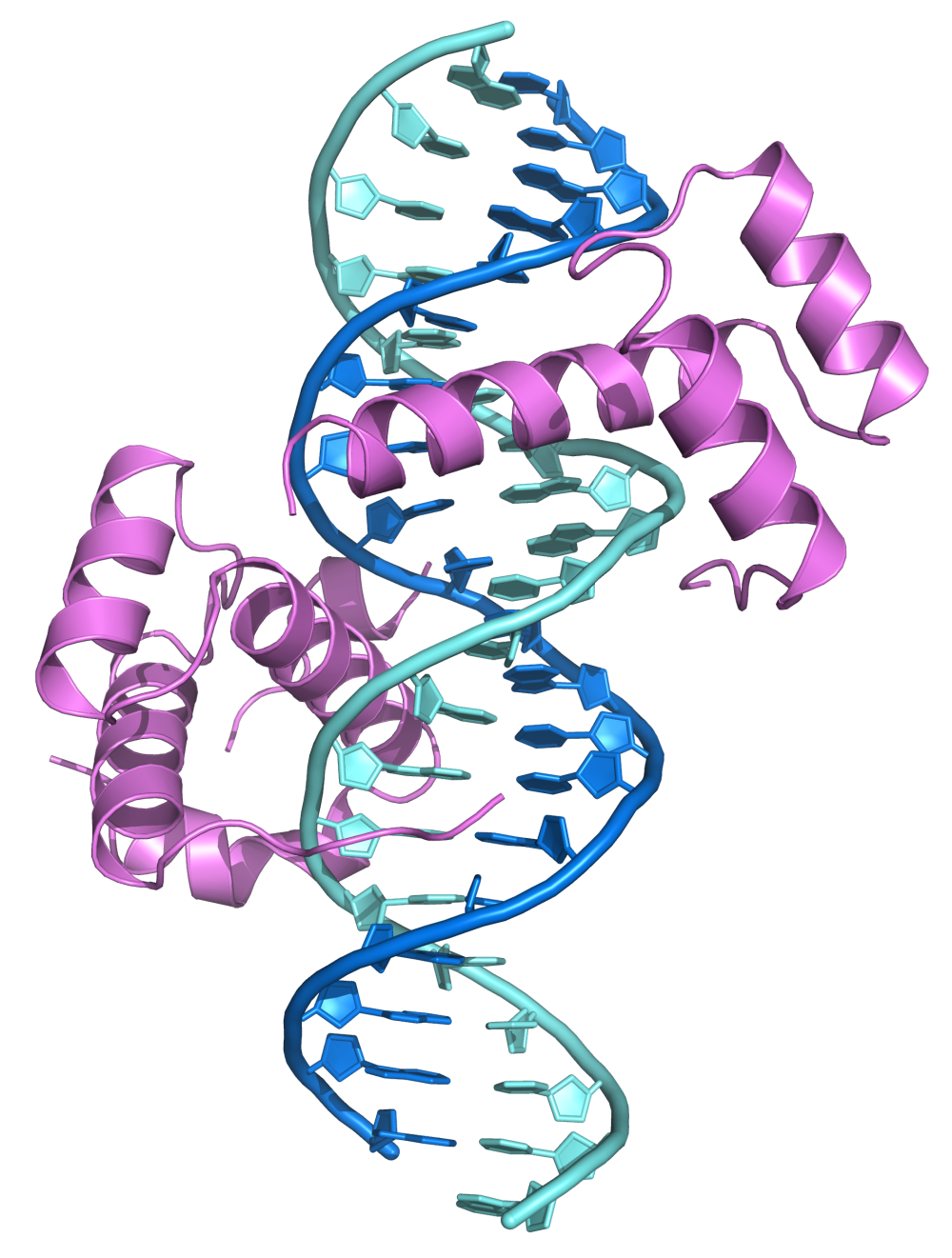
Image représentant le PBX1

PBX1 est une homéoprotéine pouvant agir comme facteur de transcription sur divers promoteurs dont quelques-uns cardiaques et d'autres testiculaires. Il existe chez la plupart des mammifères ou plutôt chez tous les mammifères déjà étudiés deux variantes de Pbx1, PBX1a et PBX1b qui viennent du même gène mais qui ont subi un épissage alternatif. Il existe aussi PBX2, PBX3 et PBX4 qui proviennent quant à eux de la transcription des gènes différents.
Les protéines PBX ont la propriété de s'associer aux protéines HOX.